# Kula, Bihać
Kula je naselje v občini Bihać, Bosna in Hercegovina. 

## Deli naselja
Izačić, Izačić-Kula, Kula in Mušići.

## Prebivalstvo
| Pregled števila prebivalcev po letih | Pregled števila prebivalcev po letih | Pregled števila prebivalcev po letih | Pregled števila prebivalcev po letih | Pregled števila prebivalcev po letih | Pregled števila prebivalcev po letih |
| ------------------------------------ | ------------------------------------ | ------------------------------------ | ------------------------------------ | ------------------------------------ | ------------------------------------ |
| 1948                                 | 1953                                 | 1961                                 | 1971                                 | 1981                                 | 1991                                 |
| -                                    | -                                    | -                                    | 505                                  | 628                                  | 537                                  |

| Narodna sestava prebivalstva po letih                                                                                       | Narodna sestava prebivalstva po letih                                                                                         | Narodna sestava prebivalstva po letih                                                                                       |
| --- | --- | --- |
| 1971 | 1981 | 1991 |
| . skupaj: 505 Muslimani 486 (96,23 %) Srbi 15 (2,97 %) Hrvati 1 (0,19 %) Jugoslovani 0 (0,00 %) drugi in neznano 3 (0,59 %) | . skupaj: 628 Muslimani 521 (82,96 %) Srbi 35 (5,57 %) Hrvati 0 (0,00 %) Jugoslovani 72 (11,46 %) drugi in neznano 0 (0,00 %) | . skupaj: 537 Muslimani 496 (92,36 %) Srbi 32 (5,95 %) Hrvati 2 (0,37 %) Jugoslovani 7 (1,30 %) drugi in neznano 0 (0,00 %) |